# Ferulinae
Ferulinae, podtribus štitarki, dio tribus Scandiceae. Sastoji se od osam rodova, od kojih je najvažniji rod trajnica štapasto zelje s poznatijom vrstom smrdeće zelje (Ferula assa-foetida).
Podtribus je opisan 1897.

## Rodovi
1. Cephalopodum Korovin (3 spp.)
2. Leutea Pimenov (9 spp.)
3. Ferula L. (223 spp.), smilika, štapasto zelje
4. Eriosynaphe DC. (1 sp.)
5. Palimbia Besser (3 spp.)
6. Autumnalia Pimenov (2 spp.)
7. Fergania Pimenov (1 sp.)
8. Kafirnigania Kamelin & Kinzik. (1 sp.)